# I Wanna Be Your Man
«I Wanna Be Your Man» (с англ. — «Я хочу быть твоим парнем») — песня Джона Леннона и Пола Маккартни, записанная группами The Beatles и The Rolling Stones (версия The Rolling Stones вышла несколькими неделями ранее). Песня сочинена большей частью Полом Маккартни, однако была закончена при участии Леннона.

## История создания
По словам самого Леннона, он и Маккартни дописали эту песню буквально на глазах у Мика Джаггера и Кита Ричардса после их концерта (The Rolling Stones нуждались в свежем материале, и «Битлз» предложили им эту песню).

Мик и Кит слышали, что у нас есть неоконченная песня — Пол только-только набросал эту штуку, нужен был другой текст или что-то ещё. Мы как-то вчерне сыграли её для них, и они сказали «О, да, это в нашем стиле». В общем, Пол и я отошли в угол комнаты и дописали песню пока они стояли себе и беседовали. […] Мы сделали это прямо у них на глазах.
Оригинальный текст (англ.)Mick and Keith had heard that we had an unfinished song - Paul just had this bit and we needed another verse or something. We sort of played it roughly to them and they said, 'Yeah, OK, that's our style.' So Paul and I just went off in the corner of the room and finished the song off while they were all still there talking. [...] Right in front of their eyes we did it.
— 

## Версия The Rolling Stones
Песня в записи The Rolling Stones вышла на втором сингле группы 1 ноября 1963 года и приобрела довольно значительную популярность, достигнув 12-й позиции в британском чарте. В исполнении группы песня вышла неистовой блюз-роковой композицией, в которой особо выделяются характерная игра Брайана Джонса на слайд-гитаре и подвижная басовая партия Билла Уаймэна. Песня стала одной из немногих песен The Rolling Stones, в которой звучит бэк-вокал Джонса. В США песня вышла 6 марта 1964 года на стороне «Б» сингла «Not Fade Away».
Версия The Rolling Stones не была включена ни в один из студийных альбомов группы. Позже, в 1989 году, она была включена в сборник Singles Collection: The London Years.
В записи участвовали:
- Мик Джаггер — основной вокал
- Брайан Джонс — подголоски, слайд-гитара
- Кит Ричардс — ритм-гитара
- Билл Уаймэн — бас-гитара
- Чарли Уотс — ударные

## Версия The Beatles
«Битлз» включили свою версию песни в свой второй альбом With the Beatles, основная вокальная партия исполняется Ринго Старром. Можно заключить, что песня изначально писалась под Старра — ввиду очень простой мелодии ему было бы легко исполнять эту песню из-за ударной установки. По словам Маккартни,

[…] «I Wanna Be Your Man» была попыткой дать Ринго что-то похожее на «Boys», быструю песню, которую он мог бы петь за ударной установкой. Так что, опять же, она должна была быть очень простой.
Оригинальный текст (англ.)[...] I Wanna Be Your Man was to try and give Ringo something like Boys; an uptempo song he could sing from the drums. So again it had to be very simple.
— 
Джон Леннон впоследствии негативно отзывался об этой песне:

Это была песня разового использования. Было лишь две версии этой песни — Ринго и The Rolling Stones. Это показывает, насколько важной мы её полагали: мы ведь не отдали бы им что-нибудь действительно стоящее, не так ли?
Оригинальный текст (англ.)It was a throwaway. The only two versions of the song were Ringo and the Rolling Stones. That shows how much importance we put on it: We weren't going to give them anything great, right?
— 
Тем не менее, группа многократно исполняла эту композицию; среди песен, исполненных на самом последнем концерте группы в Кэндлстик-парке (Сан-Франциско, 29 августа 1966), «I Wanna Be Your Man» оказалась старейшей из написанных Ленноном-Маккартни.
Студийная работа над песней, несмотря на её простоту, была довольно длительной. Первая проба была сделана 11 сентября 1963 года (на следующий день после того, как «Битлз» предложили эту песню Джаггеру и Ричардсу). 12 сентября было записано ещё шесть дублей. В конце месяца Джордж Мартин в отсутствие участников группы дополнительно записал партию органа Хаммонда. 3 октября Ринго Старром была записана партия маракасов, а окончательно готова песня была лишь 23 октября.
В записи участвовали:
- Ринго Старр — дважды записанный и сведённый основной вокал, ударные, маракасы
- Джон Леннон — подголоски, ритм-гитара
- Пол Маккартни — бэк-вокал, бас-гитара
- Джордж Харрисон — соло-гитара
- Джордж Мартин — орган Хаммонда

Песня была включена также во второй американский альбом группы Meet the Beatles!.

## Другие версии песни
Кроме группы The Rolling Stones (которая не перепевала больше ни одной песни «Битлз») «I Wanna Be Your Man» исполнялась и записывалась также такими группами и исполнителями, как The Flamin’ Groovies, Каунт Бэйси, Билли Чайлдиш, Сьюзи Кватро, Брайан Сетцер и др.